# Pallacanestro Virtus Roma 2009-2010
Questa voce raccoglie le informazioni riguardanti la Pallacanestro Virtus Roma nelle competizioni ufficiali della stagione 2009-2010.

## Stagione
La stagione 2009-2010 della Pallacanestro Virtus Roma, sponsorizzata Lottomatica, è la 26ª nel massimo campionato italiano di pallacanestro, la Serie A.
All'inizio della nuova stagione la Lega Basket decise di modificare il regolamento riguardo al numero di giocatori stranieri da schierare contemporaneamente in campo. Si potevano iscrivere a referto 6 giocatori stranieri di cui massimo 3 non appartenenti a Paesi appartenenti alla FIBA Europe.

## Roster
Aggiornato al 10 gennaio 2022.
| Lottomatica Roma 2009-10 | Lottomatica Roma 2009-10 |
| Giocatori                | Staff tecnico            |
| ------------------------ | ------------------------ |

| N. | Naz.                                                   | Ruolo | Nome                   | Anno | Alt.   | Peso   |  |
| -- | ------------------------------------------------------ | ----- | ---------------------- | ---- | ------ | ------ |  |
| 5  | Italia (bandiera)                                      | P     | Jacopo Giachetti       | 1983 | 191 cm | 83 kg  |  |
| 6  | Italia (bandiera)                                      | AC    | Angelo Gigli           | 1983 | 209 cm | 94 kg  |  |
| 7  | Stati Uniti (bandiera) · Bulgaria (bandiera)           | P     | Ibrahim Jaaber         | 1984 | 188 cm | 82 kg  |  |
| 8  | Italia (bandiera)                                      | AG    | Alessandro Tonolli (C) | 1974 | 202 cm | 99 kg  |  |
| 9  | Stati Uniti (bandiera)                                 | C     | Andre Hutson           | 1979 | 202 cm | 104 kg |  |
| 10 | Francia (bandiera)                                     | A     | Hervé Touré            | 1982 | 203 cm | 100 kg |  |
| 11 | Italia (bandiera)                                      | C     | Andrea Crosariol       | 1984 | 210 cm | 110 kg |  |
| 12 | Serbia (bandiera)                                      | AG    | Tadija Dragićević      | 1986 | 206 cm | 106 kg |  |
| 13 | Italia (bandiera)                                      | GA    | Luigi Datome           | 1987 | 202 cm | 90 kg  |  |
| 14 | Spagna (bandiera)                                      | A     | Rodrigo de la Fuente   | 1976 | 200 cm | 99 kg  |  |
| 15 | Stati Uniti (bandiera)                                 | GA    | Kennedy Winston        | 1984 | 198 cm | 97 kg  |  |
| 16 | Italia (bandiera)                                      | P     | Giulio Casale          | 1991 | 185 cm | 82 kg  |  |
| 17 | Stati Uniti (bandiera) · Macedonia del Nord (bandiera) | PG    | Darius Washington      | 1985 | 187 cm | 88 kg  |  |
| 18 | Stati Uniti (bandiera)                                 | G     | Ricky Minard           | 1982 | 194 cm | 93 kg  |  |
| 18 | Stati Uniti (bandiera)                                 | C     | Josh Heytvelt          | 1986 | 211 cm | 108 kg |  |
| 19 | Italia (bandiera)                                      | AP    | Alessandro Di Pasquale | 1992 | 194 cm | 85 kg  |  |
| 19 | Italia (bandiera)                                      | PG    | Dario D'Alessio        | 1991 | 180 cm |        |  |
| 20 | Italia (bandiera)                                      | PG    | Luca Vitali            | 1986 | 201 cm | 85 kg  |  |
| -  | Italia (bandiera)                                      | P     | Gianluca Marchetti     | 1993 | 178 cm | 70 kg  |  |
| -  | Italia (bandiera)                                      | AP    | Valerio Staffieri      | 1992 | 195 cm | 80 kg  |  |

| Allenatore                                                                                      |
| - Ferdinando Gentile (fino al 14 dicembre) - Matteo Boniciolli (dal 14 dicembre)                |
| Assistente/i                                                                                    |
| - Gennaro Di Carlo - Antimo Martino Legenda - (C) Capitano - (IN) Inattivo - Infortunato Roster |

## Mercato

### Sessione estiva
| Acquisti | Acquisti         | Acquisti           | Acquisti   | Acquisti |
| R.       | Nome             | da                 | Modalità   |          |
| -------- | ---------------- | ------------------ | ---------- | -------- |
| GA       | Kennedy Winston  | Real Madrid        | definitivo |          |
| C        | Andrea Crosariol | Pall. Treviso      | definitivo |          |
| G        | Ricky Minard     | Sutor Montegranaro | definitivo |          |
| A        | Hervé Touré      | Pall. Cantù        | definitivo |          |
| PG       | Luca Vitali      | Olimpia Milano     | definitivo |          |

| Cessioni | Cessioni             | Cessioni           | Cessioni       | Cessioni |
| R.       | Nome                 | a                  | Modalità       |          |
| -------- | -------------------- | ------------------ | -------------- | -------- |
| PG       | Sani Bečirovič       | Olimpija Lubiana   | fine contratto |          |
| G        | Rubén Douglas        | Free agent         | fine contratto |          |
| PG       | Brandon Jennings     | Milwaukee Bucks    | fine contratto |          |
| A        | Roberto Gabini       | Free agent         | fine contratto |          |
| AG       | Jurica Golemac       | Panathīnaïkos      | fine contratto |          |
| C        | Primož Brezec        | Philadelphia 76ers | fine contratto |          |
| A        | Rodrigo de la Fuente | Free agent         | fine contratto |          |

### Dopo l'inizio della stagione
| Acquisti | Acquisti             | Acquisti     | Acquisti        | Acquisti   |
| R.       | Nome                 | da           | Data            | Modalità   |
| -------- | -------------------- | ------------ | --------------- | ---------- |
| A        | Rodrigo de la Fuente | Free agent   | 23 ottobre 2009 | definitivo |
| AG       | Tadija Dragićević    | Stella Rossa | 25 gennaio 2009 | definitivo |
| PG       | Darius Washington    | Galatasaray  | 29 aprile 2010  | definitivo |
| C        | Josh Heytvelt        | Oyak Renault | 13 maggio 2010  | definitivo |

| Cessioni | Cessioni     | Cessioni | Cessioni      | Cessioni    |
| R.       | Nome         | a        | Data          | Modalità    |
| -------- | ------------ | -------- | ------------- | ----------- |
| G        | Ricky Minard | Chimki   | 15 marzo 2010 | rescissione |

## Risultati
- Serie A:
  - stagione regolare: 7º posto su 16 squadre (15-13);
  - playoff: eliminazione ai quarti di finale contro Juvecaserta basket (0-3);
- Eurolega:
  - eliminazione al termine della fase a gironi della Regular Season.